# 1844 en Grèce
Chronologie de la Grèce
- 1840
- 1841
- 1842
- 1843
- 1844
- 1845
- 1846
- 1847
- 1848

Cette page concerne les évènements survenus en 1844 en Grèce  :

## Événement
- 12 février-30 mars : Cabinet provisoire de Konstantínos Kanáris (el)
- 18 mars : Adoption de la Constitution grecque
- juin-août : Élections législatives

## Création
- Parlement grec
- Sénat (Grèce moderne)

## Naissance
- Mikélis Ávlichos (el), écrivain.
- Aristídis Dósios, auteur, économiste et banquier grec surtout connu pour sa tentative d'assassinat de la reine Amélie de Grèce en 1861.
- Ioánnis Gennádios (el), diplomate.
- Ilías Kanellópoulos, officier de marine.
- Charálambos Pachís, peintre.
- Nikólaos Paganás (el), musicien.
- Geórgios Theotókis, Premier-ministre à quatre reprises.
- Konstantin von Hösslin (de), personnalité politique gréco-allemande.
- Nikólaos Zorbás,  militaire grec, chef de la Ligue militaire qui organisa le coup de Goudi, en 1909.

## Décès
- Jean Georges Caradja, prince grec,  hospodar de Valachie.
- John Hane, militaire et philhellène britannique.
- Hadjiyánnis Méxis, armateur et personnalité politique.